# Dolichoneon
Dolichoneon là một chi nhện trong họ Salticidae.